# Snohomish County
Snohomish County is een van de 39 county's in de Amerikaanse staat Washington.
De county heeft een landoppervlakte van 5.411 km² en telt 606.024 inwoners (volkstelling 2000). De hoofdplaats is Everett.

## Bevolkingsontwikkeling

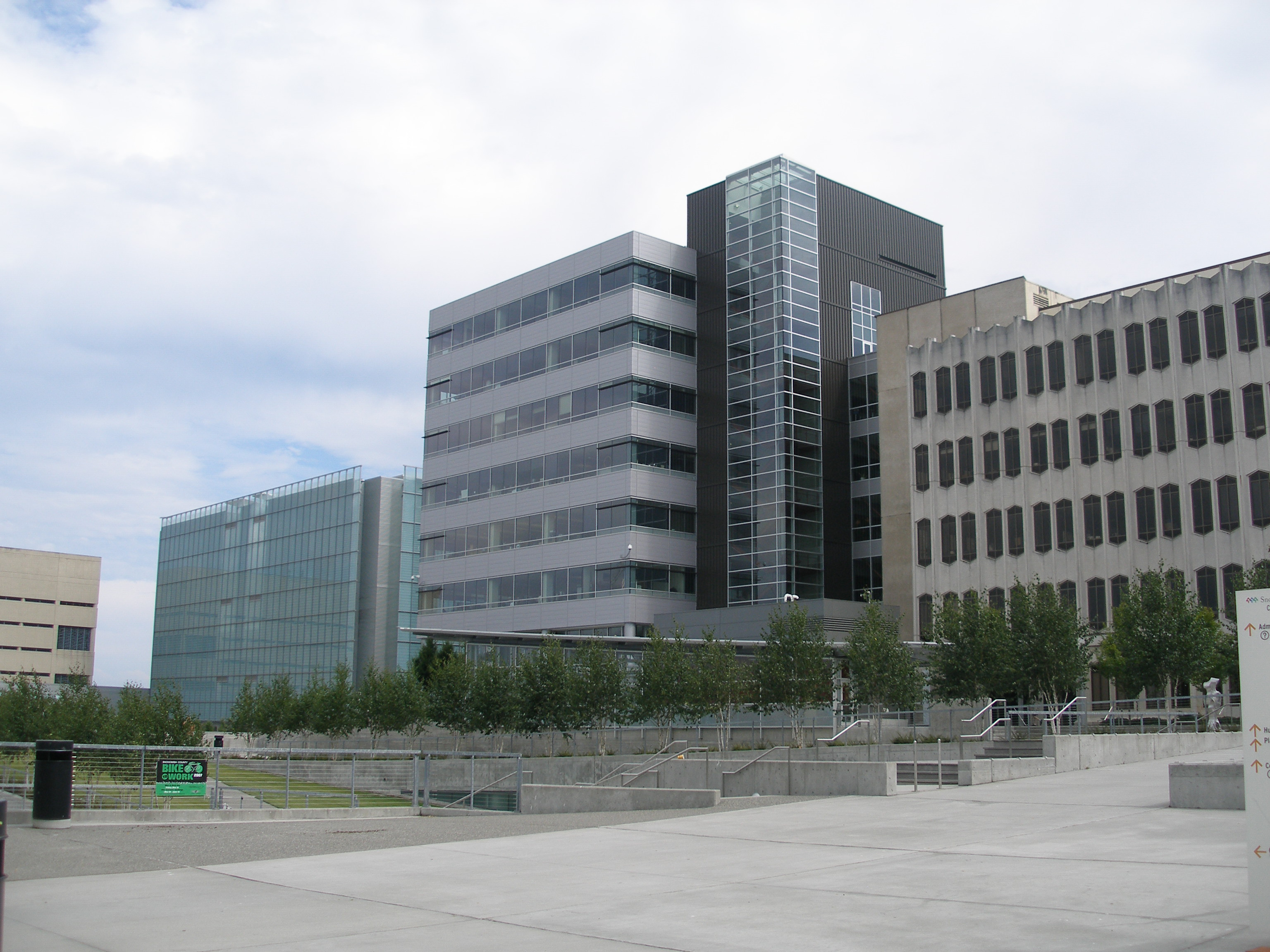
Snohomish County Government Campus

Adams · Asotin · Benton · Chelan · Clallam · Clark · Columbia · Cowlitz · Douglas · Ferry · Franklin · Garfield · Grant · Grays Harbor · Island · Jefferson · King · Kitsap · Kittitas · Klickitat · Lewis · Lincoln · Mason · Okanogan · Pacific · Pend Oreille · Pierce · San Juan · Skagit · Skamania · Snohomish · Spokane · Stevens · Thurston · Wahkiakum · Whatcom · Whitman · Yakima